# Nonea anomala
Nonea anomala är en strävbladig växtart som beskrevs av Heinrich Carl Haussknecht och Bornm. Nonea anomala ingår i släktet nonneor, och familjen strävbladiga växter. Inga underarter finns listade i Catalogue of Life.